# 熊野郵便局 (三重県)
熊野郵便局（くまのゆうびんきょく）は、三重県熊野市にある郵便局。民営化前の分類では集配普通郵便局であった。局番号は22016。

## 概要
住所：〒519-4399 三重県熊野市井戸町764

## 沿革
- 1873年（明治6年）6月15日 - 木ノ本郵便取扱所として開設[1]。
- 1875年（明治8年）1月1日 - 木ノ本郵便局（五等）となる。
- 1880年（明治13年）12月 - 為替取扱を開始。
- 1882年（明治15年） - 貯金取扱を開始。
- 1892年（明治25年）3月1日 - 木ノ本郵便電信局となる。
- 1903年（明治36年）4月1日 - 通信官署官制の施行に伴い木ノ本郵便局となる。
- 1924年（大正13年）5月11日 - 木本郵便局に改称[2]。
- 1945年（昭和20年）12月6日 - 特定郵便局から普通郵便局に局種別改定[3]。
- 1955年（昭和30年）3月1日 - 熊野郵便局に改称。
- 1956年（昭和31年）9月21日 - 電話通話および和文電報受付事務の取扱を開始[4]。
- 1979年（昭和54年）3月12日 - 熊野市木本町から、同市井戸町へ局舎を新築、移転。
- 1995年（平成7年）3月6日 - 神志山郵便局[5]から集配業務の一部[6]を移管。
- 1999年（平成11年） - 外国通貨の両替および旅行小切手の売買に関する業務取扱を開始。
- 2006年（平成18年）10月1日 - 新鹿（あたしか）郵便局（〒519-4299→〒519-4206）、神川郵便局（〒519-4499→〒519-4442）、飛鳥郵便局（〒519-4599→〒519-4563）から集配業務を移管[7]。
- 2007年（平成19年）10月1日 - 民営化に伴い、併設された郵便事業熊野支店に一部業務を移管。
- 2008年（平成20年）11月1日 - 郵便事業熊野支店所属の大沼集配センター[8]を、紀伊勝浦支店の所属に変更。
- 2012年（平成24年）10月1日 - 日本郵便株式会社発足に伴い、郵便事業熊野支店を熊野郵便局に統合。

## 取扱内容
- 郵便、印紙、ゆうパック、内容証明
- 貯金、為替、振替、振込、国際送金、国債、投資信託
- 生命保険、バイク自賠責保険、自動車保険
- ゆうちょ銀行ATM
- 「519-42xx」「519-43xx」「519-44xx」「519-45xx」区域（熊野市の一部地域）の集配業務
- ゆうゆう窓口

## 周辺
- 熊野市立木本小学校
- 熊野市立木本中学校

## アクセス
- JR紀勢本線 熊野市駅から徒歩約3分
- 熊野市自主運行バス 熊野市駅前停留所下車
- 駐車場あり：11台